# NGC 841
NGC 841 est une galaxie spirale intermédiaire située dans la constellation d'Andromède. NGC 841 a été découverte par l'astronome germano-britannique William Herschel en 1787.

## Caractéristiques
Sa vitesse par rapport au fond diffus cosmologique est de 4 310 ± 17 km/s, ce qui correspond à une distance de Hubble de 63,6 ± 4,5 Mpc (∼207 millions d'al).
À ce jour, une douzaine de mesures non basées sur le décalage vers le rouge (redshift) donnent une distance de 54,458 ± 4,735 Mpc (∼178 millions d'al), ce qui est de justesse à l'intérieur des valeurs de la distance de Hubble. Notons cependant que c'est avec la valeur moyenne des mesures indépendantes, lorsqu'elles existent, que la base de données NASA/IPAC calcule le diamètre d'une galaxie et qu'en conséquence le diamètre de NGC 841 pourrait être d'environ 37,0 kpc (∼121 000 al) si on utilisait la distance de Hubble pour le calculer.
La classe de luminosité de NGC 841 est I-II et elle présente une large raie HI. C'est aussi une galaxie LINER b, c'est-à-dire une galaxie dont le noyau présente un spectre d'émission caractérisé par de larges raies d'atomes faiblement ionisés. Comme on peut aisément le voir sur l'image de DSS, cette galaxie est entourée d'un anneau.

## Groupe de NGC 841
NGC 841 est une galaxie brillante dans le domaine des rayons X,. En fait, c'est la galaxie la plus brillante d'un groupe auquel elle a donné son nom. Le groupe de NGC 841 comprend les galaxies NGC 834, NGC 845, UGC 1650, UGC 1673 et UGC 1721. La galaxie UGC 1771 fait aussi partie de ce groupe, mais elle ne brille pas dans le domaine des rayons X.